# Germs-sur-l'Oussouet
Germs-sur-l'Oussouet é uma comuna francesa na região administrativa de Occitânia, no departamento dos Altos Pirenéus. Estende-se por uma área de 12,96 km². Em 2010 a comuna tinha 110 habitantes (densidade: 8,5 hab./km²).